# Dysithamnus plumbeus
El batarito plomizo (Dysithamnus plumbeus), también denominado choquita plomiza, es una especie de ave paseriforme de la familia Thamnophilidae perteneciente al género Dysithamnus. Es endémico del sureste de Brasil.

## Distribución y hábitat
Se distribuye en el sureste de Brasil, desde el sur de Bahía hacia el sur hasta el este de Minas Gerais y extremo norte de Río de Janeiro.
Es raro y local en el sotobosque de bosques húmedos tropicales y subtropicales de baja altitud, abajo de los 200 m.

## Estado de conservación
El batarito plomizo ha sido calificado como amenazado de extinción en grado «vulnerable» por la Unión Internacional para la Conservación de la Naturaleza (IUCN), debido a que su pequeña población total, estimada en 3750 a 10 000 individuos, habita en una área también pequeña y fragmentada y que ambos, población y área, continúan a declinar rápidamente debido a la pérdida de hábitat. Sin embargo, una mejor determinação de su área en el sur de Bahía, podría resultar en que sea listada como casi amenazada.

## Sistemática

### Descripción original
La especie D. plumbeus fue descrita por primera vez por el naturalista alemán Maximilian zu Wied-Neuwied en 1831 bajo el nombre científico «Myothera plumbea»; localidad tipo «sureste de Brasil».

### Etimología
El nombre genérico «Dysithamnus» proviene del griego «duō»: zambullir y «thamnos»: arbusto; enmarañado; significando «que zambulle en los arbustos»; y el nombre de la especie «plumbeus», del latín: plomizo, color de plomo.

### Taxonomía
Es monotípica. Anteriormente era tratada como conespecífica con el geográficamente distante Dysithamnus leucostictus, pero Isler et al. (2008) suministraron evidencias, principalmente vocales, para la separación de las mismas, lo que fue aprobado en la Propuesta N.º 405A al Comité de Clasificación de Sudamérica. También fue inadecuadamente transferida para el género Thamnomanes.